# Jonny Ragga
Jonny Ragga (amh. ጆኒ ራጋ, właściwie Yohaness Bekele, ur. 1977) – etiopski muzyk, wokalista, kompozytor i autor tekstów wykonujący muzykę reggae.

## Życiorys
Jonny Ragga urodził się w 1977 roku w Addis Abebie w Etiopii. Od dziecka interesował się sztuką, szczególnie lubił poezję. Zainteresowanie muzyką wyniósł ze szkoły średniej, do której uczęszczał w stołecznej dzielnicy Bole. W tym czasie, dzięki swojemu talentowi, miał możliwość spróbować swych sił jako DJ w popularnym klubie reggae Ram Jam. W wieku 17 lat Jonny Ragga dołączył do zespołu Medina Band, z którym koncertował w Północnej Ameryce, Europie, Afryce i na Bliskim Wschodzie.
W 2005 roku wydał swój jedyny jak do tej pory solowy album pod tytułem „Give me the key”.

## Współpraca
Jonny Ragga współpracował z takimi artystami jak:
- norweski producent Barabass na rzecz organizacji Save the Children,
- brytyjska wokalistka Nyomi Grey znana jako Ny,
- amerykański piosenkarz R&B K'alyn,
- południowoafrykański raper i aktor Zola.

## Osiągnięcia
Nagrody:
- Najlepszy Teledysk – (2005) Etiopska Nagroda Muzyczna
- Najlepszy Muzyk Wschodnioafrykański – Channel O all African Music Awards (2006)
- Nagroda Główna – Fest Horn African Music Festival w Dżibuti (2006)

Nominacje:
- Najlepszy Afrykański Artysta reggae – Channel O all African Music Awards (2006)